# Miličín
Miličín település Csehországban, a Benešovi járásban. Miličín Oldřichov, Nová Ves u Mladé Vožice, Nemyšl, Červený Újezd, Mezno, Neustupov és Smilkov településekkel határos. Lakosainak száma 866 fő (2024. január 1.).

## Népesség
A település lakosságának változását az alábbi diagram mutatja:
| Lakosok száma | 2975 | 2495 | 2118 | 1448 | 1009 | 904  | 826  | 822  | 843  | 866  |
|               | 1869 | 1890 | 1921 | 1950 | 1980 | 2001 | 2017 | 2019 | 2022 | 2024 |